# ReVamp
I ReVamp sono stati un gruppo musicale olandese formato nel 2009 da Floor Jansen, subito dopo lo scioglimento degli After Forever e scioltosi nel 2016 dopo uno stop causato dagli impegni della cantante con la band finlandese Nightwish.

## Storia

### Formazione (2009)
All'inizio del 2008, un membro degli After Forever, Sander Gommans, soffrì di un esaurimento e la band decise di prendersi un periodo di pausa. La cantante, Floor Jansen, dichiarò che durante questa pausa si sarebbe dedicata ad un nuovo progetto musicale assieme a Jorn Viggo Lofstad. A febbraio 2009 gli After Forever comunicarono lo scioglimento della band e, il 16 giugno 2009, Floor Jansen diede notizia di essere entrata a far parte di una nuova metal band, il che mise il progetto con Jorn Viggo Lofstad in sospeso. Il 17 ottobre 2009 Floor Jansen diede notizia che il nome della nuova band sarebbe stato ReVamp.

### ReVamp(2010)
Nel febbraio 2010, la band firma il contratto con la Nuclear Blast. L'album ReVamp è stato pubblicato il 26 maggio 2010 in Finlandia e Svezia, il 28 maggio in Germania, Austria, Svizzera, Paesi Bassi, Belgio, Spagna e Italia, e il 31 maggio nel resto d'Europa. Il 27 luglio 2010 è uscito negli Stati Uniti.
La band ha intrapreso un tour per promuovere l'album, esibendosi in Europa e nord America, oltre a partecipare a molti festival metal, tra cui: lo Zwarte Cross, il Booch Festival ed il Metal Female Voices Fest 2010; quest'ultimo da "headliner" assieme agli Arch Enemy e agli Epica. La band si è esibita anche come supporter degli Epica in alcune date del "Design Your Universe Tour".

### Prima pausa (2011-2013)
Tra il 2011 e il 2013 il progetto subì vari rallentamenti. Innanzitutto, Floor cominciò a soffrire di un esaurimento da stress, causato dagli impegni col gruppo; questo, portò la cantante a prendersi un periodo di pausa dalle attività del progetto. Alla fine del 2011 il gruppo aveva preparato dei brani, ma Floor venne contattata prima dai Mayan per una data nel loro tour in Sud America e successivamente, nell'ottobre 2012, venne contattata dal gruppo finlandese Nightwish per entrare temporaneamente nella formazione e terminare l'"Imaginaerum World Tour", dato che il gruppo si era da poco separato da Anette Olzon.

### Wild Carde separazione (2013-2015)
All'inizio del 2013 il gruppo tornò in studio per registrare il secondo album in studio. Prima delle registrazioni, tuttavia, Jaap Melman decise di uscire dal gruppo e al suo posto venne ingaggiato Johan van Stratum, bassista del gruppo olandese Stream of Passion. Poco dopo, Henk Vonk venne presentato come il nuovo bassista del gruppo. Wild Card venne pubblicato il 23 agosto 2013 dalla Nuclear Blast e vede la partecipazione di vari artisti, tra cui Mark Jansen (Epica), Marcela Bovio (Stream of Passion) e Devin Townsend.
Nell'ottobre 2013 Floor entrò a far parte permanente dei Nightwish, lasciando incerto il futuro dei ReVamp. Nel marzo 2015, intervistata da Metal Blast!, Floor ha confermato che i ReVamp erano in pausa a causa dei suoi impegni con i Nightwish.
il 29 settembre 2016 Floor Jansen ha ufficialmente annunciato la fine del progetto.

## Stile musicale
Il sound della band è molto aggressivo, potente e violento. I riff di chitarra sono quasi sempre thrash metal, altre volte heavy metal e alternative metal. Nel secondo album, la band ha introdotto anche riff melodic death metal e strutture progressive metal. La band usa anche orchestrazioni, che però sono messe in secondo piano preferendo un sound "guitar-oriented". Floor Jansen cambia spesso stile, passando da un cantato pulito ad uno graffiato, da uno sussurrato ad uno potente e "urlato", dal lirico al growl/scream.
Il secondo album dei ReVamp è orientato all'avantgarde metal, al progressive death metal e al technical thrash metal, pur mantenendo ancora forti radici sinfoniche.

## Formazione
Ultima
- Floor Jansen - voce (2009-2016)
- Jord Otto - chitarra (2010-2016)
- Arjan Rijnen - chitarra (2010-2016)
- Ruben Wijga - tastiera (2010-2016)
- Henk Vonk - basso (2013-2016)
- Matthias Landes - batteria (2010-2016)

Membri passat
- Jaap Melman - basso (2010-2013)

## Discografia

### Album in studio
- 2010 – ReVamp
- 2013 – Wild Card